# داوس سی‌ورث
داوُس سی‌ورث یک شخصیت داستانی در ترانه یخ و آتش سری از رمان‌های فانتزی توسط نویسنده آمریکایی جرج آر. آر. مارتین است.

## توضیحات شخصیت
«سِر داوس سیورث» ملقب به «آنییِن نایت» (یعنی شوالیهٔ پیاز) قاچاقچی و شوالیهٔ سابق است که در رکاب استنیس براتیون خدمت می‌کند. او یکی از معتمدترین مشاوران استنیس است. گفته می‌شود که در روزهای قاچاقچی بودنش کشتی‌ها را در شب بهتر از هر کسی هدایت می‌کرده‌است. پیش از رویدادهای سریال او به خاطر قاچاق ماهی و پیاز در دوران محاصرهٔ استنیس براتیون هنگام شورش رابرت براتیون مقام شوالیه را دریافت کرده‌است. پیش از آن استنیس یک بند از چهار انگشت دست چپ او را به عنوان مجازات بریده بود. او بر این باور است که این انگشت‌ها برای خانوادهٔ او آیندهٔ بهتری را رقم زده‌است. داوس این انگشت‌ها را برای اینکه معتقد است خوش شانسی می‌آورد، درون یک کیسه دور گردنش نگه می‌دارد. او در فصل دو با وفاداری از ادعای استنیس در تصاحب تخت پادشاهی حمایت می‌کند. صداقت و تمایل داوس در بیان نظرات تغییر ناپذیرش، او را به قابل اعتمادترین مشاور استنیس مبدل می‌کند با وجود آنکه استنیس اغلب از آنچه از او می‌شنود بیزار است. او در نبرد «بلکواتر» پسرش را از دست می‌دهد.